# Dactyloscopus insulatus
Dactyloscopus insulatus är en fiskart som beskrevs av Dawson, 1975. Dactyloscopus insulatus ingår i släktet Dactyloscopus och familjen Dactyloscopidae. Inga underarter finns listade i Catalogue of Life.